# Plavokljuni hoko
Plavokljuni hoko (lat. Crax alberti) je vrsta ptice iz roda Crax, porodice Cracidae.
Živi isključivo u Kolumbiji; područja rasprostranjenosti na jugu i istoku obrubljena su rijekom Magdalenom. Prirodna staništa su joj suptropske i tropske vlažne nizinske šume. Ugrožena je gubitkom staništa.
Duga je 83-93 centimetra. Velika je ptica, s perjem uglavnom crne boje. Mužjak ima bijeli vrh repa, dok mu je kljun boje roga. Ima ćubu na glavi s crnim, kovrčavim perjem, a noge su ružičaste boje. Ženka je također crnog tijela, a ćuba na glavi je crno-bijela. Na krilima i repu ima bijele pruge, a donji dio trbuha i podrepno područje su crvenkasto-smeđi.